# Martin Helme
Martin Helme, född 24 april 1976 i Tallinn, är en estnisk nationalkonservativ politiker och journalist. Han är sedan 4 juli 2020 ordförande för det högerpopulistiska Estlands konservativa folkparti (EKRE) och var från 29 april 2019 till 26 januari 2021 Estlands finansminister i Jüri Ratas andra koalitionsregering. Helme var dessförinnan under mandatperioden 2015–2019 EKRE:s gruppledare i Estlands parlament, Riigikogu.

## Familj och privatliv
Helme är son till EKRE:s tidigare partiledare Mart Helme. De båda utsågs samtidigt till ministrar i regeringen Ratas 2019. Helmes tvillingsyster är litteraturvetaren Maarja Vaino och författaren Peeter Helme är hans kusin.

## Politiska positioner
Helmes politik har beskrivits i media som EU-skeptisk, nationalkonservativ och högerpopulistisk. Han är sedan EKRE:s grundande en av partiets mest tongivande politiker och motsätter sig Estlands EU-medlemskap och euro som Estlands valuta. Han beskriver även invandring som ett hot mot EU:s medlemsstaters suveränitet, inklusive Estlands. Han har också kritiserat FN:s migrationspakt.
Helme har bedrivit kampanj mot Estlands nya sambolagstiftning, som skapades för att tillåta registrerade partnerskap för homosexuella, och verkar även för att den åter ska avskaffas.
Han har kritiserat användandet av ryska som officiellt minoritetsspråk i Estlands utbildningssystem, samt motsatt sig medverkan av ryskspråkiga sånger i den estniska sångfestivalen.
Helme gjorde ett omskrivet uttalande med högerextrema förtecken 2013, då han i samband med en TV-intervju, med anledning av rapportering om upplopp i svenska socialt segregerade förorter, kommenterade: "Estland bör inte tillåta det att gå så långt som i England, Frankrike och Sverige. Vår invandringspolitik borde ha en enkel regel: om (personen är) svart, visa (honom/henne) dörren. Helt enkelt så. Vi borde inte tillåta detta problem att uppstå till att börja med." På estniska blir frasen ett rimmat slagord,("Kui on must, näita ust.") som senare i hög grad kom att förknippas med EKRE. Helme kommenterade senare i samband med parlamentsvalen 2019 att han uttryckt frasen 2013, innan han blivit toppolitiker, men på grund av frasens spridning kommer den troligen att för all framtid associeras med honom. Han vägrade dock att ta tillbaka eller fördöma uttalandet, med hänvisning till att han alltid kommer att "vara mot massinvandring". Han har även uttryckt att han "vill att Estland ska vara ett vitt land" samt att han "vägrar låta politiskt korrekta säga vilka uttryck jag kan använda inom politiken".